# Putnam County, Georgia
Putnam County är ett administrativt område i delstaten Georgia, USA, med 21 218 invånare. Den administrativa huvudorten (county seat) är Eatonton.

## Geografi
Enligt United States Census Bureau har countyt en total area på 934 km². 892 km² av den arean är land och 42 km² är vatten.

### Angränsande countyn
- Morgan County - nord
- Greene County - nordost
- Hancock County - öst
- Baldwin County - sydost
- Jones County - sydväst
- Jasper County - väst